# Gymnodoris citrina
Gymnodoris mouchetée citron
Espèce
Synonymes
- Trevelyana citrina Bergh, 1877

La Gymnodoris mouchetée citron (Gymnodoris citrina) est une espèce de nudibranche de la famille des Gymnodorididae. Ce petit gastéropode blanc ou crème avec des points orange et qui mesure 30 mm au maximum se rencontre dans une large zone du bassin Indo-Pacifique. Il se nourrit d'autres espèces du genre Gymnodoris ; des cas de cannibalisme ont également pu être observés à plusieurs reprises. 

## Taxinomie
L'espèce est décrite par le médecin et zoologiste danois Rudolph Bergh en 1877 dans un ouvrage exposant les résultats scientifiques d'un voyage dans les Philippines à partir d'un spécimen récolté à Hawaï, à proximité de Nānākuli,. Le nom original de l'espèce est Trevelyana citrina mais elle est ensuite classée dans le genre Gymnodoris en 1967. Quelques holotypes sont conservés au Musée d'histoire naturelle de Londres.

## Distribution et habitat
Gymnodoris citrina couvre une large zone du bassin Indo-Pacifique, jusqu'à la côte orientale de l'Afrique,, ; le nudibranche a notamment été observé au Mozambique, au Sri Lanka, à Madagascar et sur l'archipel des Samoa,,. L'espèce vit dans la zone intertidale, sur des rochers, le plus souvent entre 1 et 6 m, et rarement au-delà de 10 m de profondeur,.

## Description
Gymnodoris citrina mesure environ 30 mm au maximum. Elle a une coloration blanc translucide sur l'ensemble du corps. De nombreux point orangés ou jaunes placés à l'extrémité de courtes papilles constellent le manteau du nudibranche. Le corps est arrondi sur sa partie antérieure, la tête est bordée de fins tubercules orangés. Sur le haut de la tête, les rhinophores sont très rapprochés ; ils sont translucides à leur base et ont une structure formée d'une quinzaine de lamelles ; leur partie supérieure est brune, couleur paille, plus rarement vert-olive. Les cérates, qui jouent le rôle de branchies, sont ramifiées et de grande taille ; leur couleur est similaire à celle du corps. La glande digestive s'assombrit et devient visible lorsque l'animal s'est nourri. L'orifice génital est situé du côté droit du corps.
G. citrina partage des caractéristiques physiques avec d'autres espèces de son genre. Elle se différencie de G. bicolor par le positionnement de l'orifice génital : il est en avant des branchies chez G. citrina alors qu'il est en arrière chez G. bicolor ; les tentacules buccaux sont plus anguleux chez G. citrina que chez G. bicolor. La radula, sorte de langue râpeuse, est proportionnellement plus grande chez G. citrina.

## Écologie

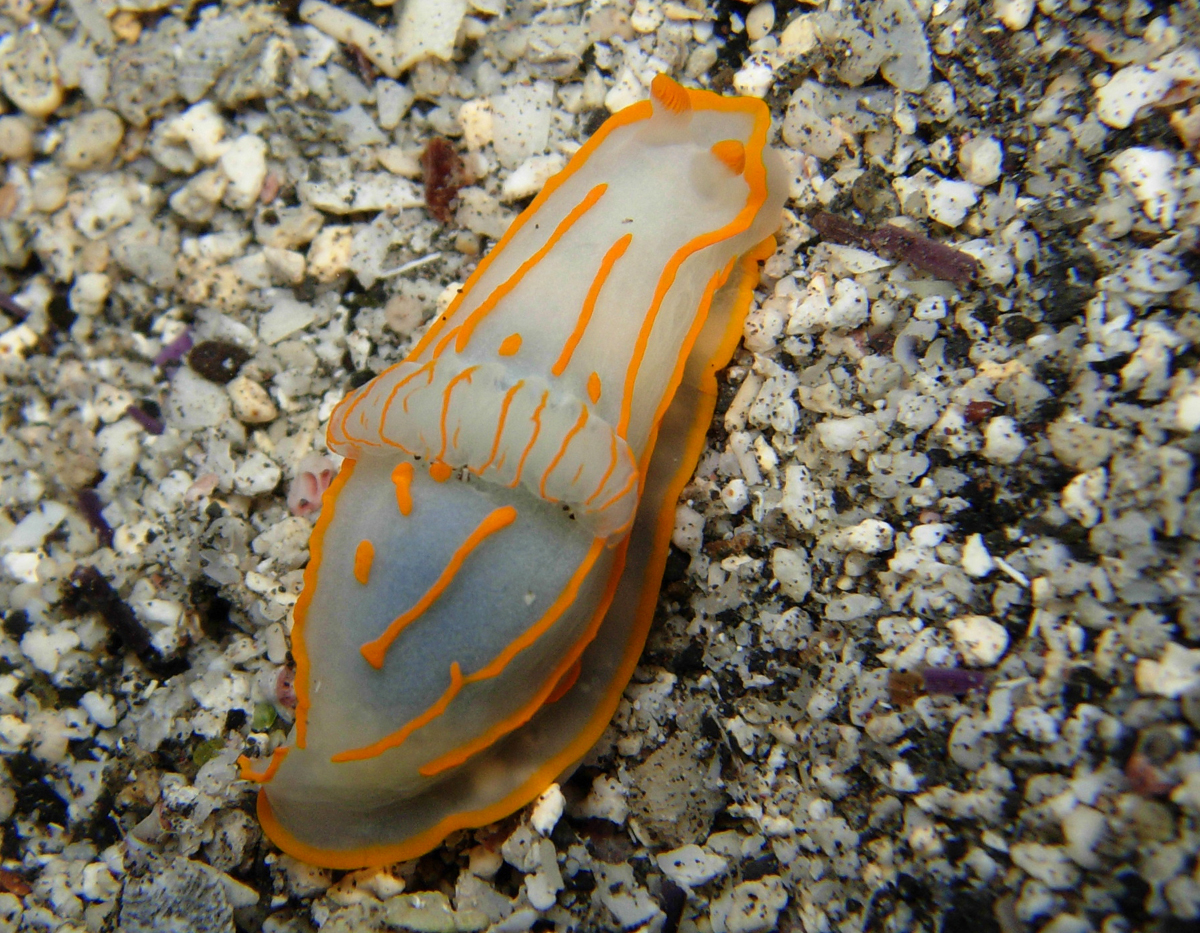
Les œufs de Gymnodoris striata sont consommés par G. citrina.

L'espèce se nourrit d'autres espèces du genre Gymnodoris. L'espèce a été observée se nourrissant des œufs de G. striata. Des cas de cannibalisme ont été observés à plusieurs reprises : mis dans un même aquarium, le spécimen le plus grand parvenait le plus souvent à dévorer le spécimen plus petit.